# 杜利比 (圖里西克區)
51°4′15″N 24°23′17″E / 51.07083°N 24.38806°E
杜利比（烏克蘭語：Дуліби），是烏克蘭的村落，位於該國西部沃倫州，由科韋利區負責管轄，始建於1454年，面積0.96平方公里，海拔高度179米，2001年人口505，人口密度每平方公里526.59人。